# Sandsfjöll
Sandsfjöll är en bergskedja i republiken Island. Den ligger i regionen Västfjordarna, 180 km nordväst om huvudstaden Reykjavík.
Sandsfjöll sträcker sig 5,6 km i sydostlig-nordvästlig riktning. Den högsta toppen är Hraunshnúkur, 505 meter över havet.
Topografiskt ingår följande toppar i Sandsfjöll:
- Grænafell
- Hraunshnúkur